# مکس ایستمن

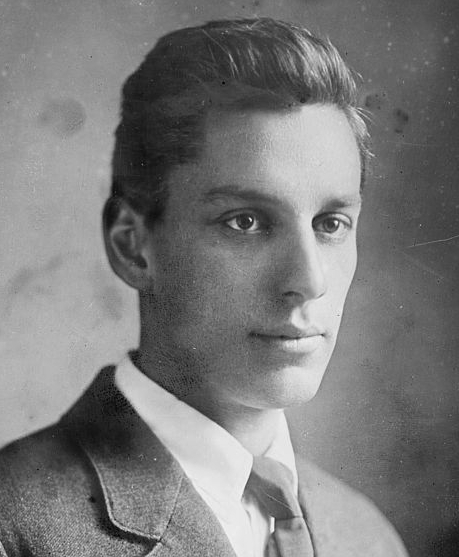
مکس ایستمن.

مکس فورستر ایستمن (به انگلیسی: Max Eastman) (زاده ۴ ژانویه ۱۸۸۳ – درگذشته ۲۵ مارس ۱۹۶۹)، نویسنده و ویراستار سوسیالیست آمریکایی، بود که عمدهٔ کارش در زمینهٔ ادبیات رادیکال سیاسی است.
وی ابتدا شدیداً طرفدار لئون تروتسکی، انقلابی و تئوریسین بلشویک، بود و واقعیت اینست که بیش‌تر شهرت او هم به عنوان نویسنده‌ای چپ‌گراست، اما او در اوایل دههٔ ۴۰ شدیداً به عقاید قبلی خودش در مورد کمونیسم و سوسیالیسم پشت پا زد و با نوشتن مطالب بسیاری علیه کمونیسم، عملاً به یک آنتی کمونیست مبدل شد. او حتی از مک‌کارتیسم هم پشتیبانی می‌کرد.

## زندگی
ایست‌من، در کانان‌دیاگوئا، نیویورک، آمریکا، به دنیا آمد و در کالج ویلیامز و دانش‌گاه کلمبیا، درس خواند.
در سال ۱۹۱۲، او سردبیر نشریهٔ انقلابی "توده‌ها" شد و تا سال ۱۹۱۷ در این سمت باقی‌ماند. در این سال بود که این نشریه، به علت مخالف با ورود آمریکا به جنگ جهانی اول، توسط دولت، توقیف شد.
ایستمن، بعدها، نشریهٔ جدیدی با همان مضمون، راه انداخت و آن را "آزادی‌بخش" نام گذارد. او از سال ۱۹۱۸ تا ۱۹۲۲ سردبیر "آزادی‌بخش" بود.
او در سفری به اتحاد شوروی، بین سال‌های ۱۹۲۲ تا ۱۹۲۴، به دیدار بسیاری از رهبران شوروی رفت و مخالف سیاست‌های شوروی شد.
از آثار متعدد او، مهم‌ترین اثرش را می‌توان "از وقتی که لنین مُرد"(۱۹۲۵) نامید. این اثر که یک سال پس از مرگ لنین انتشار یافت، نامه‌ای از ولادیمیر لنین را افشا کرد که در آن لنین هشدار داده بود که جوزف استالین، که در آن زمان دبیر اول حزب کمونیست بود، نباید پس از لنین، رهبر حزب کمونیست شوروی شود.
او همچنین مترجم کتب «تاریخ انقلاب روسیه» و «انقلابی که به آن خیانت شد» از آثار لئون تروتسکی به انگلیسی بود.

## آثار(نویسنده)
- لذت فقر (۱۹۱۳)
- از وقتی که لنین مُرد (۱۹۲۵)
- ذهن ادبی (۱۹۳۲)
- لذت خنده (۱۹۳۶)
- روسیهٔ استالین و بحران سوسیالیسم (۱۹۳۹)
- آیا مارکسیسم علم است؟ (۱۹۴۰)
- لذت زندگی (۱۹۴۸)
- بازتاب‌های شکست سوسیالیسم (۱۹۵۵)
- عشق و انقلاب: سفر من درون واقعه‌ای تاریخی (۱۹۶۵)
- تروتسکی: چهره‌ی یک جوان (۱۹۳۵)

## ترجمه آثار از روسی به انگلیسی
- تاریخ انقلاب روسیه (اثر لئون تروتسکی، سه جلدی،۱۹۳۲)

- انقلابی که به آن خیانت شد (اثر لئون تروتسکی،۱۹۳۷)

## منبع و پیوند به بیرون
- Max Eastman Archive